# Olfert Dapper

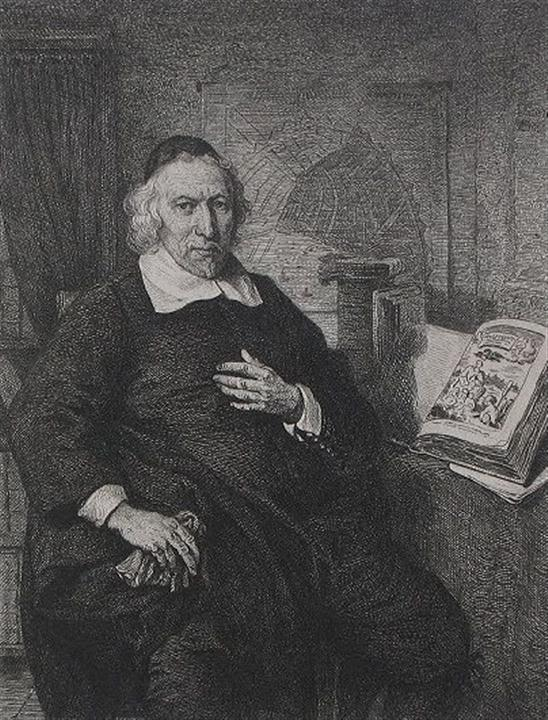
Olfert Dapper

Olfert Dapper, född 1636 i Amsterdam, död 29 december 1689 i Amsterdam, var en nederländsk läkare och geograf.
Dapper utgav ett stort antal landbeskrivningar, delvis grundade på numera svåråtkomliga källor och därför ännu intressanta. Några av dem utkom i flera upplagor och översattes till flera språk. Hans viktigaste arbeten är en beskrivning över hans hemstad Amsterdam (1663), den första nederländska översättningen av Herodotos (1665), beskrivningar över Afrika (1668), nederländska ostindiska kompaniets beskickningar till Kina (1670), Stora Moguls välde i Asien (1672), Syrien och Palestina (1677), Mesopotamien, Babylonien etc (1680), Medelhavsöarna (1688) samt Morea (1688). Ett urval av hans arbeten Dapperus exoticus curiosus utkom i 2 band 1717-1718.